# Dietrich Buxtehude
Dietrich či Dieterich Buxtehude (asi 1637, pravděpodobně Helsingør – 9. května 1707 Lübeck) byl německo-dánský varhaník a hudební skladatel z období baroka, jenž patří do tzv. severoněmecké varhanní školy.

## Biografie
Rok jeho narození ani místo jeho narození (země) není přesně známo a je dodnes předmětem sporů. Vzhledem k tomu, že raná léta svého dětství strávil v Helsingøru (Helsingborgu, Elsinoru) ve Skanii, což bylo území, jež v té době přináleželo k tehdejšímu Dánsku, je některými hudebními historiky a muzikology považován za dánského skladatele. Nicméně jiné odborné názory uvádí, že se narodil u Oldesloe v Holštýnsku (tedy dnešním Německu), odkud pocházel jeho otec, varhaník Johann Buxtehude (Hans Jenssen Buxtehude, 1602–1674). Jedná se o přímého předchůdce nejznámějšího barokního hudebního skladatele Johanna Sebastiana Bacha.
Jako varhaník působil nejprve v Helsingborgu, později trvale zakotvil v Marienkirche v Lübecku, jenž byl císařským městem. Toto město mu poskytovalo značnou tvůrčí a uměleckou volnost a pozitivně zapůsobilo na rozvoj jeho hudební kariéry. Jeho osobní příklad pak působil coby pravzor pro rozvoj hudební kariéry pozdnějších barokních mistrů jako byli Georg Friedrich Händel, Johann Mattheson, Georg Philipp Telemann a Johann Sebastian Bach. V roce 1705 se Johann Sebastian Bach vydal pěšky z Arnstadtu do Lübecku, aby se s ním, lübeckým varhaníkem, osobně setkal a slyšel jej hrát.

## Dílo

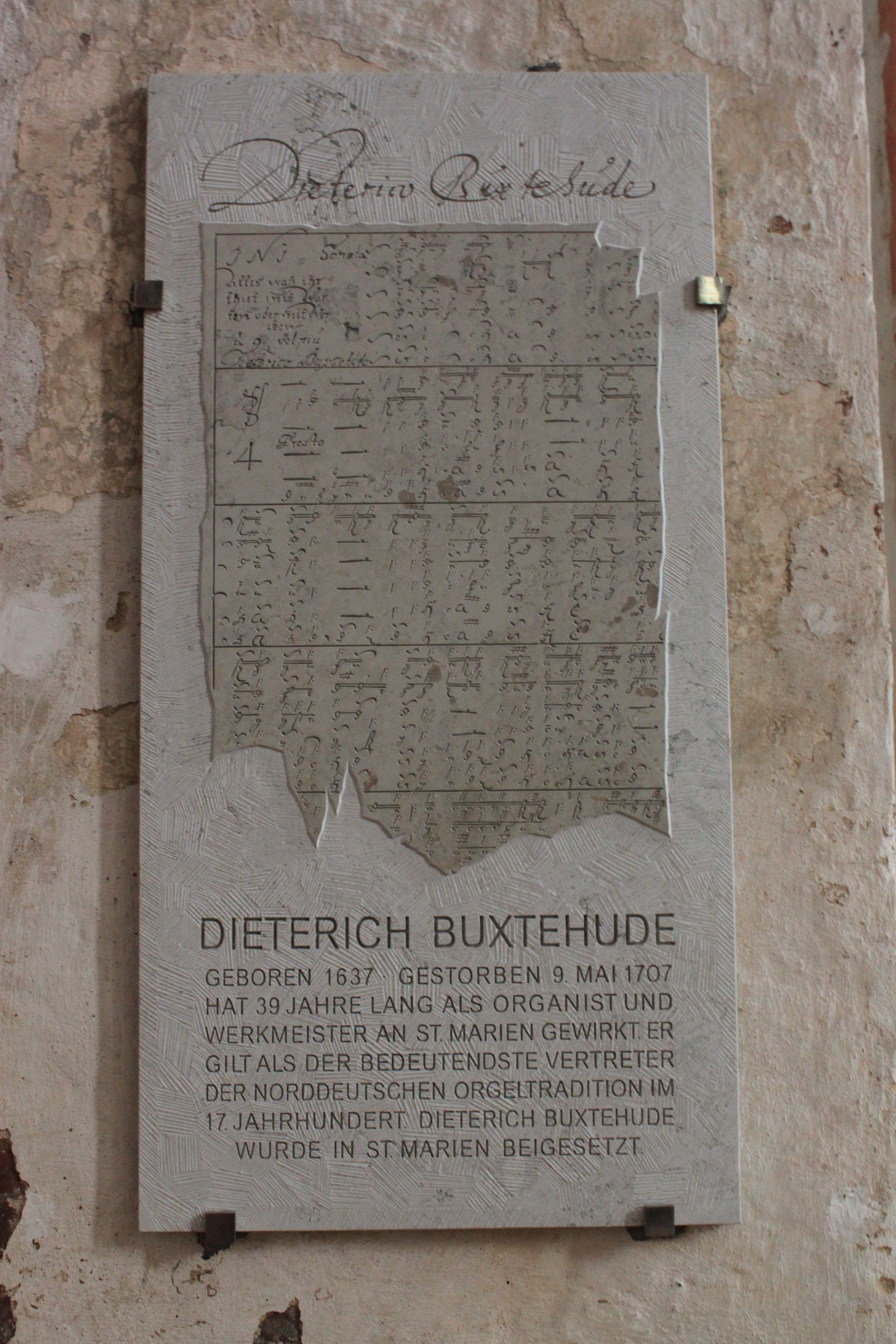
Pamětní deska Dietricha Buxtehudeho v německém Lübecku

Mnoho z jeho hudebních děl se ztratilo. Dochovala se například libreta jeho oratorií, ale žádná z jejich partitur nebyla nalezena, což je velice špatné, neboť jeho německá oratoria byla patrně vzorem pro jeho hudební následovníky, zejména pro Johanna Sebastiana Bacha a Georga Philippa Telemanna. V Bachově osobní sbírce hudebních děl se dochovaly jeho některé varhanní skladby, dochovala se i vydání jeho dvou sbírek komorních sonát. Dále se dochovalo určité množství jeho kantát, které také pravděpodobně posloužily jiným hudebním skladatelům jakožto tvůrčí vzor.
Díla Dietericha Buxtehudeho jsou katalogizovány v Buxtehude-Werke-Verzeichnis (zkratka BuxWV).
135 vokálních děl (BuxWV 1–135):
- přes 100 kantát a duchovních koncertů
- cyklus pašijí „Membra Jesu nostri“ (BuxWV 75)
- jedna missa brevis (BuxWV 114)
- několik oratorií (většinou nedochovaných)

89 varhanních skladeb (BuxWV 136–225):
- 42 volných skladeb (tokát, preludií, fug, canzon a ostinátních skladeb)
- 47 chorálních skladeb

26 skladeb pro cembalo (BuxWV 226–251):
- 20 suit
- 6 variací

24 skladeb pro smyčce a basso continuo (BuxWV 252–275)
- 14 triových sonát
- 10 sonát